# 일본산양
일본산양(日本山羊, Capricornis crispus)은 소과의 동물로 일본열도에 서식하는 일본특산 포유동물이다..

## 특징
우제목/경우제목 소과에 딸린 염소류이며, 몸길이 130cm, 어깨높이 66cm. 위턱에는 이가 없고 암수 모두 뿔이 있다. 뿔의 길이는 15cm 정도이며 뒤로 굽어 있다. 고산지대에 서식한다. 일본의 혼슈, 시코쿠, 큐슈 지방의 삼림에 서식하고 있다. 서식지는 주로 해발 500 ~ 600미터에 위치한다. 초식성. 오리나무, 사초, 개암나무, 삼나무 따위를 먹는다. 1년에 1마리씩 낳는다. 20년이 최대이다. 일본의 큐슈, 시코쿠, 혼슈섬에서만 서식하는 일본 특산종이며, 홋카이도섬에는 서식하지 않는다. 일본에서만 발견되는 일본 특산종으로 일본에서는 천연기념물로 지정하여 보호하고 있다. 이시가와 현의 하쿠 산에 약 2천 ~ 3천 마리가 서식하고 있는 것으로 추정된다. 소과 동물중에서는 매우 원시적인 형태를 유지하고 있는 종으로 대만산양, 산양과 함께 '살아있는 화석'으로 취급된다.